# Banque centrale d'Eswatini
La Banque centrale d'Eswatini (en swati : Umntsholi Wemaswati ; en anglais : Central Bank of Eswatini), est la banque centrale d'Eswatini. Elle a été créée en avril 1974 et est basé dans la capitale Mbabane. La mission de la banque est de promouvoir la stabilité monétaire et de favoriser un système financier stable et sain. Parmi les responsabilités de la banque figurent la gestion de la position de change du Swaziland et la sauvegarde des réserves de liquidités du pays. La banque procède à des enchères hebdomadaires de bons du Trésor swazis à 91 jours, par le biais de banques swazies «de premier rang». Le gouverneur actuel est Majozi Sithole.

## Gouverneurs
| Rang | Nom             | Mandat      |
| ---- | --------------- | ----------- |
| 1er  | Ethan Mayisela  | 1974-1979   |
| 2e   | H. B. B. Oliver | 1980-1992   |
| 3e   | Martin Dlamini  | 1992        |
| 4e   | James Nxumalo   | 1992-1997   |
| 5e   | Martin Dlamini  | 1998-2013   |
| 6e   | Majozi Sithole  | 2013-2022   |
| 7e   | Phil Mnisi      | Depuis 2022 |

## Liste des banques agréées d'Eswatini
- Swazi Bank
- Standard Bank Swaziland
- First National Bank Swaziland
- Nedbank Swaziland
- Swaziland Building Society